# Re:Set
Re:Set(リセット)は、Zweiの3枚目のアルバム。2013年4月24日、5pb. Recordsから発売された。

## 解説
- 前作「Z」から約7年4ヶ月ぶりのオリジナルアルバムにして、5pb. Records移籍後初アルバム。
- タイトルの由来については、同レーベルへ移籍後はアニメやゲームの曲を歌うことになり、アルバムに収録される曲も多彩な色を持った楽曲になっているため、「新たなスタートという意味で“リセット”したい」という思いが込められているとのこと[1]。
- 1stアルバム「Pretty Queen」以来となる初回限定盤と通常盤の2種類をリリース。

## 収録曲

### CD
1. Re:Set
作詞：奥村多恵子、作曲：Zwei、編曲：八代新平
  - Zweiが初めて作曲を行った曲であり、4年ほど前に作られた曲である。Megu曰く、曲の雰囲気についてはアッパーでデジタル系なサウンドになっており、Ayumuのストレートなボーカルに、Meguの暴れるようなベースが絡む楽曲になっているという[1]。
2. 純情スペクトラ
作詞・作曲：志倉千代丸、編曲：大島こうすけ
TVアニメ「ROBOTICS;NOTES」OPテーマ
3. MONSTER
作詞：奥村多恵子・Ayumu、作曲・編曲：足立賢明
  - 「Re:Set」同様、本作も4年ほど前に作られた曲である[1]
4. 幻影のメビウス
作詞：かなで、作曲：箭内茜、編曲：鴇沢直
PlayStation 3「メモリーズオフ ゆびきりの記憶」OPテーマ
5. GATEWAY LOVE
作詞：前田たかひろ、作曲・編曲：大島こうすけ
6. オカルティクスの魔女 (Zwei Ver.)
作詞・作曲：志倉千代丸、編曲：上野浩司
PCゲーム「うみねこのなく頃に散 episode5 - End of the golden witch」主題歌
  - AyumuのソロデビューシングルをZweiバージョンにアレンジして収録された。Meguは「もっとヘヴィな曲にアレンジされています」と語る。また歌いかたに関してAyumuは「（個人名義の時は曲に）素直に染まりたいと思いました。Zwei名義だと染めるっていう感じです」とその違いについて説明をした[1]。
7. メフィストフェレスの黙示
作詞・作曲：志倉千代丸、編曲：林達志
PCゲーム「光輪の町、ラベンダーの少女」挿入歌
  - Zwei初のスプリット・シングル、『光輪の町、ラベンダーの少女 主題歌シングル』収録曲
8. 風の旋律
作詞：漆野淳哉、作曲：鳥海剛史、編曲：南利一
PSPソフト「メモリーズオフ ゆびきりの記憶」OPテーマ
9. あの夏の日の想い出
作詞：志倉千代丸、作曲・編曲：大島こうすけ
PS3&Xbox 360ソフト「STEINS;GATE 線形拘束のフェノグラム」EDテーマ
10. ソラノシズク
作詞：夏蓮、作曲：田中俊亮、編曲：悠木真一
11. イナンナの見た夢
作詞・作曲：志倉千代丸、編曲：悠木真一
PS3ソフト「うみねこのなく頃に散~真実と幻想の夜想曲~」OPテーマ
12. 拡張プレイス
作詞・作曲：志倉千代丸、編曲：大島こうすけ
PS3&Xbox 360ソフト「ROBOTICS;NOTES」OPテーマ
13. 小指のパラドックス
作詞・作曲：志倉千代丸、編曲：大島こうすけ
Xbox 360ソフト「メモリーズオフ ゆびきりの記憶」OPテーマ
14. Forever More
作詞：橋詰亮子、作曲・編曲：林達志
PSPソフト「メモリーズオフ 6 Next Relation」OPテーマ

### DVD(初回限定盤のみ)
1. 「Re:Set」Music Clip
2. 「純情スペクトラ」Music Clip
3. 「拡張プレイス」(Xbox 360・PlayStation 3専用ソフト「ROBOTICS;NOTES」OP映像)
4. 特典映像(Music Clip撮影風景)

## 評価
CDジャーナルでは、「デジタルな音色とエモーショナルなヴォーカルの掛け合わせも、彼女らの内にあるしなやかさがサウンドに洗練を生んでいる。」と評している。